# اليمن في الألعاب الأولمبية
اليمن في الألعاب الأولمبية تقوم اللجنة الأولمبية اليمنية بالإشراف في شؤون مشاركات اليمن في الألعاب الأولمبية، أول مشاركة لليمن في الألعاب الأولمبية كانت في دورة 1992 في برشلونة في إسبانيا بعد توحيدها حيث شاركت حينها بـ 13 رياضي، ولم تتمكن اليمن حتى الآن من الفوز بأي ميدالية أولمبية.